# Gaasperdam (woonwijk)

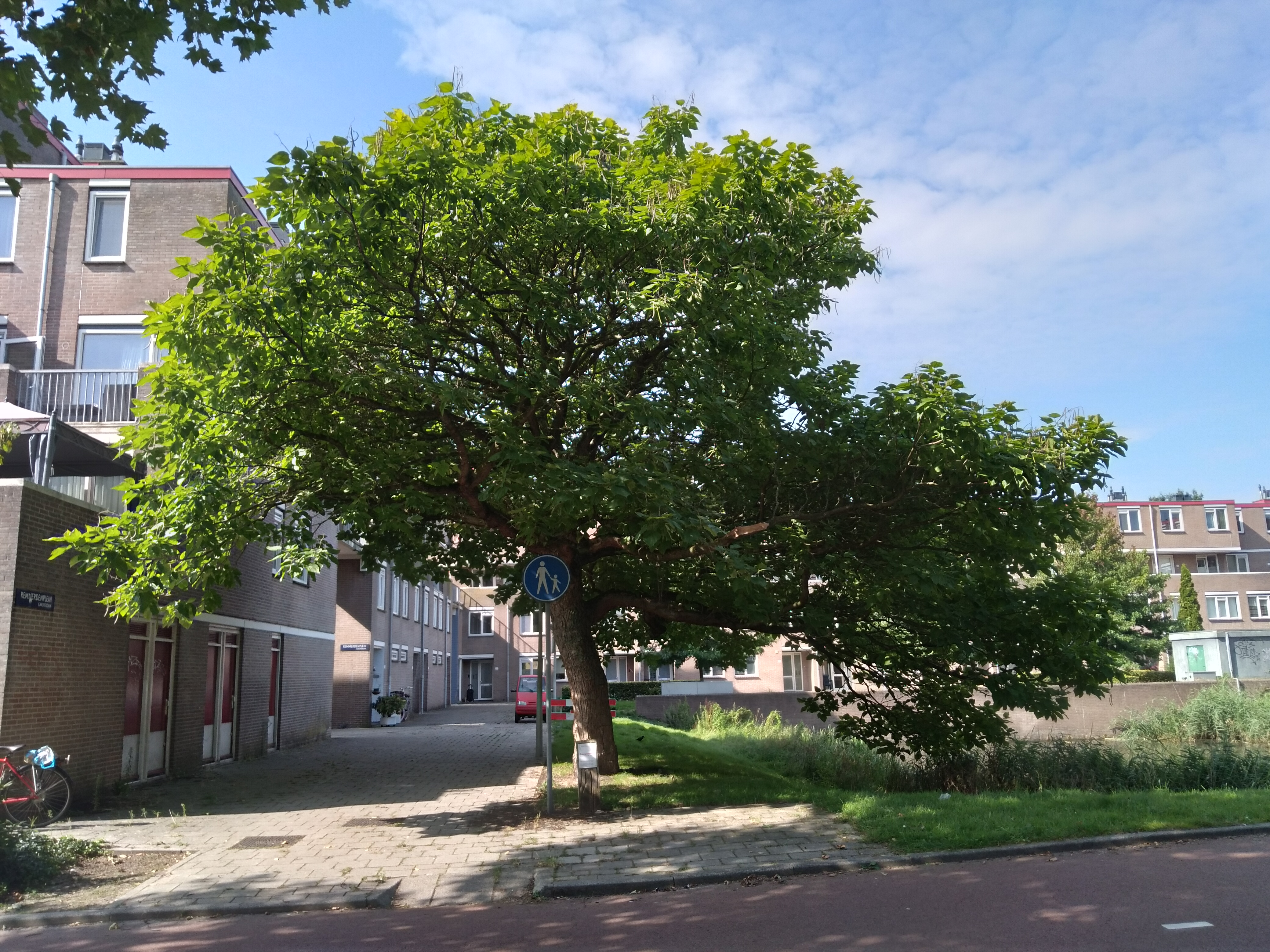
Gele trompetboom aan het Remmerdenplein (september 2021)

Gaasperdam is een stadswijk gelegen ten noorden van het riviertje het Gein aan de rand van Amsterdam-Zuidoost, in de Nederlandse provincie Noord-Holland. In 1966 werd een aantal polders die tot dan toe tot de gemeente Weesperkarspel behoorden, waaronder de Bijlmermeer, Oost Bijlmerpolder en de Polder Gein en Gaasp, aan Amsterdam toegevoegd en in een aantal fasen volgebouwd tot wat nu het stadsdeel Amsterdam Zuidoost is. De wijk is vernoemd naar de vroegere buurtschap Gaasperdam dat moest wijken voor de bouw van de wijk.

## Geschiedenis
Oorspronkelijk werd Gaasperdam aangeduid met de naam Zuid Bijlmer en zou stedebouwkundig grotendeels een voortzetting zijn van de Bijlmermeer.
Zoals de Bijlmermeer naar de voormalige polder Bijlmermeer is genoemd, werd de wijk Gein die het dichtst bij het riviertje het Gein is gelegen daarnaar vernoemd. De wijken Holendrecht, Nellestein, Reigersbos en Gein vormen samen de wijk Gaasperdam en zijn in deze volgorde gebouwd tussen 1976 en 1985.
De totale buurt behoort met het riviertje tot het stroomstelsel van de Vecht. Deze rivier bestond al ruim voor het begin van onze jaartelling. De Vecht splitst zich ten oosten van Gaasperdam in verschillende stromen, waarvan het deel dat nu vanaf Abcoude in oostelijke richting naar Weesp stroomt het Gein heet. Even voorbij Driemond behoort het Gein tot Abcoude (gemeente de Ronde Venen).
De veendijk Hollandse Kade ligt op maar enkele honderden meters afstand van het Gein. Het weidelandschap aan de westzijde, de Broekzijdse polder, werd Utrechts grondgebied, zodat de provinciegrens precies op de Hollandsekade ligt. De Hollandsekade gaat in het oostelijke deel over in de als natuurrecreatiegebied ingerichte Hoge dijk op grondgebied van Amsterdam-Zuidoost, maar in beheer bij Groengebied Amstelland. De hoge dijk gaat op zijn beurt over in de Ruwelswal en loopt tot het Gein.
Ten noorden van de wijken Gein I, III en IV ligt de Gaasperplas. Deze plas is ontstaan door de zandwinning die voor Amsterdam Zuidoost nodig was. Het nabijgelegen Gaasperpark werd aangelegd tussen 1977 en 1982 voor de in dat laatste jaar gehouden Floriade. Na afloop van de Floriade werden bijna alle toevoegingen verwijderd, zodat een eenvoudiger stadspark overbleef. Aan de Gaasperplas bevinden zich een jachthaventje en meerdere ligweides. Ook is er een horecagelegenheid.

## Onderverdeling
Holendrecht bestaat uit twee buurten; Holendrecht-West en Holendrecht-Oost. Holendrecht-West  bestaat uit hofjes met vierlaagse appartementencomplexen. Hier werden de eerste huizen in 1976 opgeleverd. Holendrecht-Oost is een laagbouwgebied met eengezinswoningen.
Nellestein kreeg in 1977 zijn eerste bewoners.
Reigersbos heeft vier buurten die vanaf 1980 werden gebouwd: Reigersbos I, II, III en IV.
De buurt Gein is onderverdeeld in vier buurten: Gein I, II, III en IV, merendeels rechthoekige woonblokken en straten met laag- en middenhoogbouw die vanaf 1982 werden gebouwd. Geindriedorp werd rond 1985 opgeleverd en bestaat uit laagbouw, die mede tot stand kwam door het initiatief van de toenmalige wethouder Jan Schaefer.
Winkelcentra zijn te vinden op het Wisseloordplein in Gein II, in Reigersbos II en in Holendrecht. Op woensdag is er in Reigersbos een markt.
De straatnamen in Gaasperdam werden voornamelijk ontleend aan namen van Nederlandse gemeenten, dorpen en boerderijen, maar er zijn ook buurten met namen van verzetsmensen en van Amsterdamse wethouders.
In Gaasperdam is ook de kinderboerderij 't Brinkie gevestigd, die jong en oud in een behoefte aan recreatie voorziet.

## Openbaar vervoer
In Gaasperdam zijn er vier stations van de Amsterdamse metro. Metrolijn 53 heeft zijn eindpunt bij station Gaasperplas. Metrolijnen 50 en 54 stoppen op de stations Holendrecht, Reigersbos en Gein (eindpunt).
Tussen de wijken onderling en met de metrostations verzorgen GVB buslijnen 41, 47, 49 en R-net 360 de verbinding. Voorts rijdt nachtbuslijn N85 een lus tegen de klok in in één richting door de wijk.
De wijk heeft sinds 2008 een eigen treinstation Amsterdam Holendrecht waar naast stadsbussen ook regionale bussen richting Zaanstreek-Waterland vertrekken. Ook station Amsterdam Bijlmer ArenA, Station Weesp en station Abcoude zijn in de nabijheid van Gaasperdam gelegen.

## Beplanting
De wijk kent een ruime groenvoorziening. Een aantal bomen uit de begintijd kreeg begin 21e eeuw een monumentale status. Zo staat er op de kruising Remmerdenplein, Renswoudestraat in een groenstrook een Catalpa bignonioides 'Aurea' (Gele trompetboom) uit 1978. Zij staat binnen de gemeente Amsterdam geregistreerd onder nummer 553886 en wordt 9 tot 12 meter hoog gehouden.